# Torri INA
Le torri INA-Istituto Nazionale delle Assicurazioni in viale Etiopia sono degli edifici di civile abitazione a Roma.

## Storia degli edifici

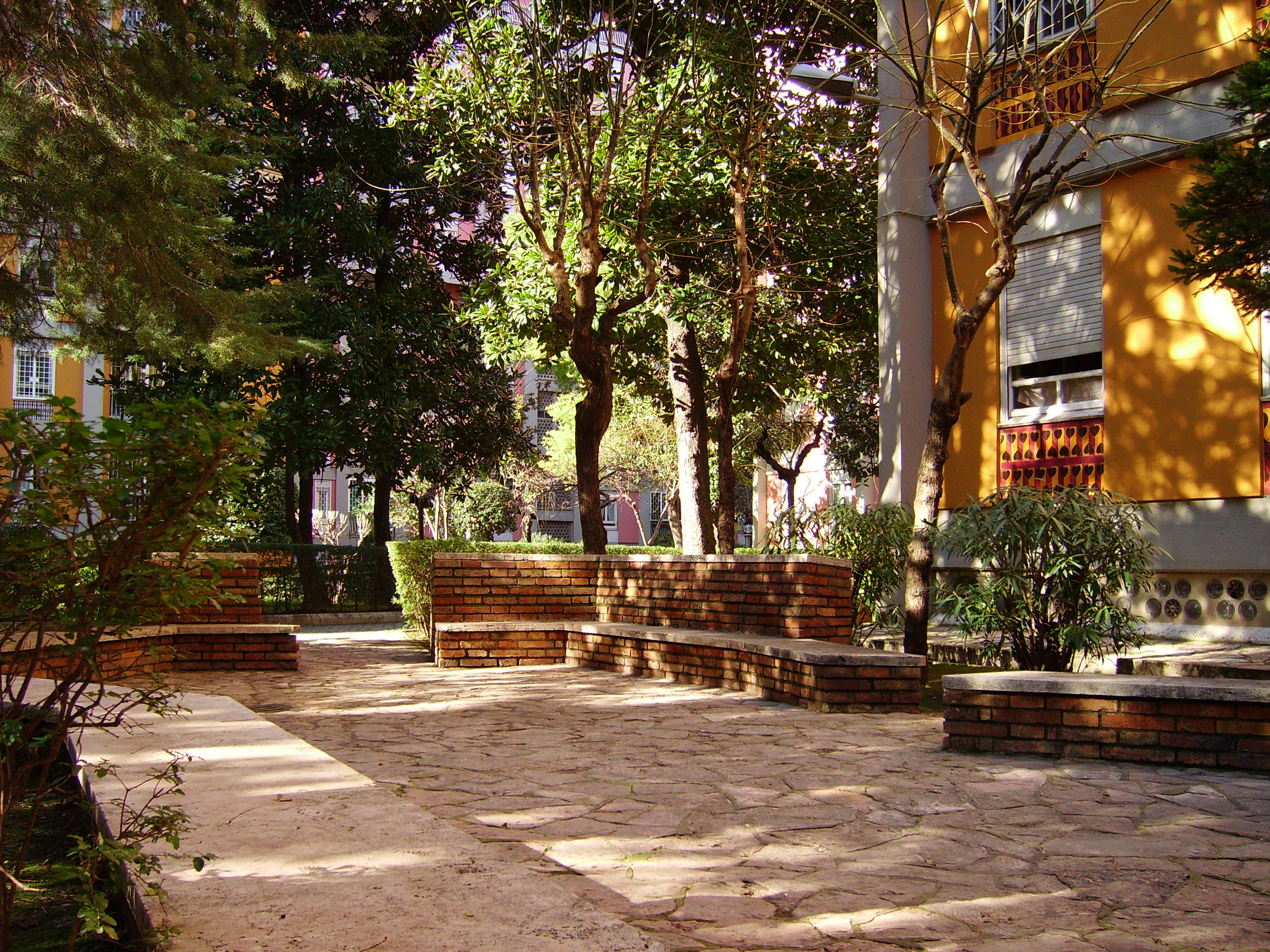
Il cortile interno

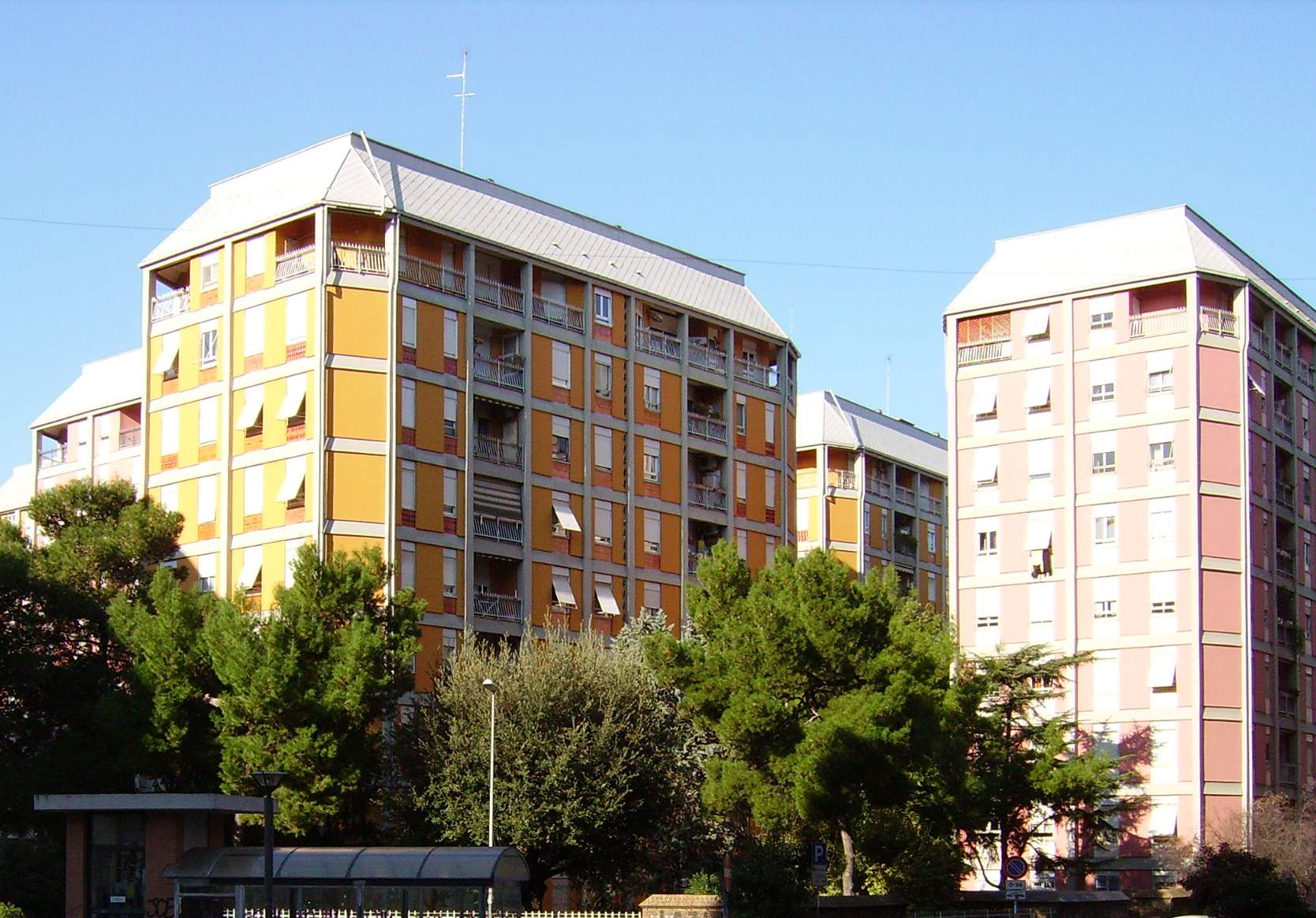
Le torri viste da Piazza Amba Alagi

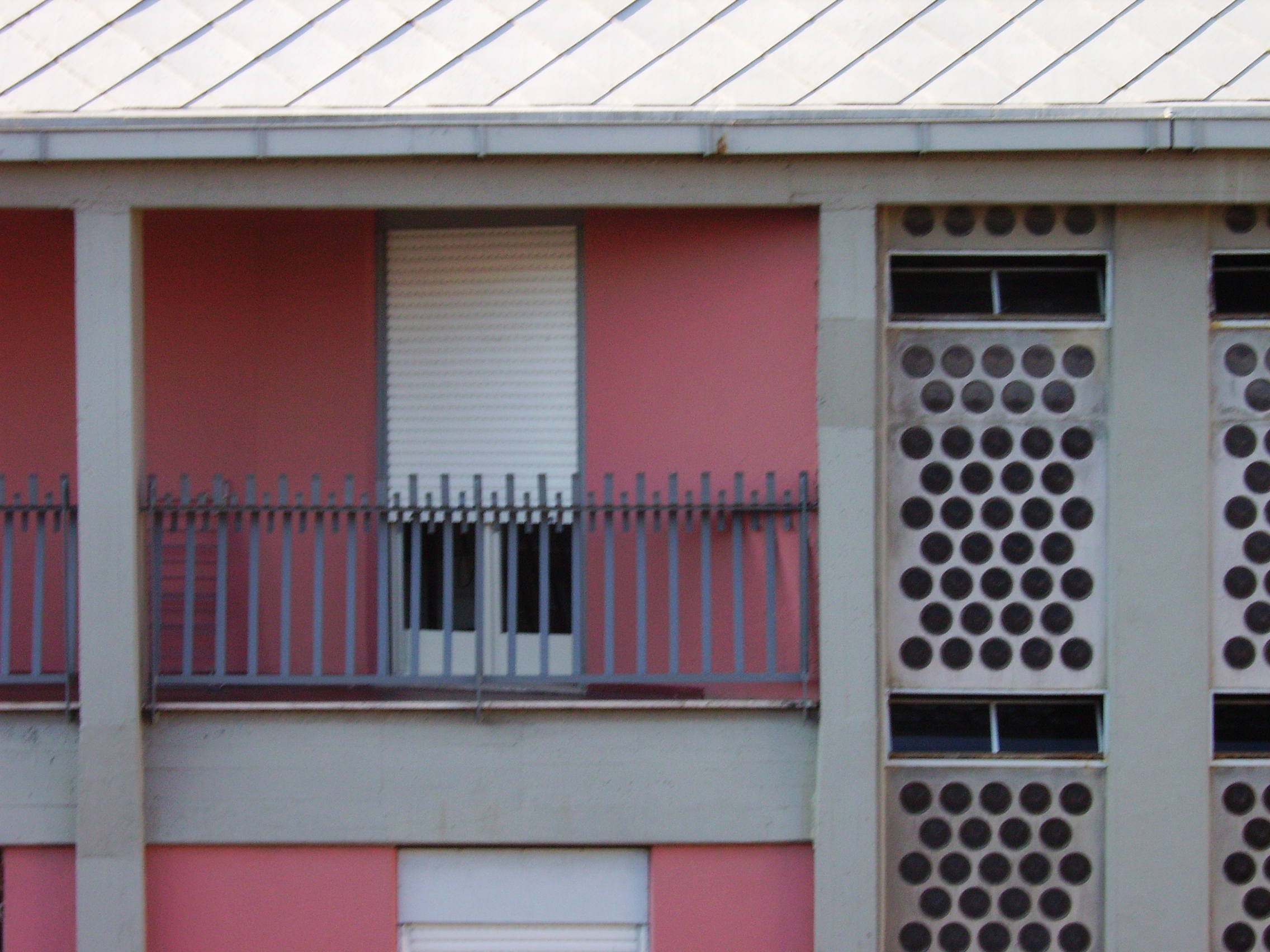
Le ringhiere e gli elementi circolari in vetrocemento in corrispondenza delle scale

Le torri INA in viale Etiopia a Roma sono state costruite su progetto di Mario Ridolfi tra il 1951-1954 su commissione dell'Istituto Nazionale delle Assicurazioni nell'ambito di un investimento immobiliare su grande scala. Hanno collaborato al progetto arch. Wolfgang Frankl e l'ing. Arrigo Carè (cemento armato).
Nel 2011 la Direzione Regionale per i beni Culturali e Paesaggistici ha dichiarato il complesso di interesse particolarmente importante per tutto quanto attiene ai prospetti, le parti esterne ed interne comuni, rivestendo notevole interesse per la storia dell'arte, della tecnica e della cultura in generale ai sensi dell'articolo 10 comma 3 lettera d) del D. Lgs. del 22/1/2004 n. 42.

### Fortuna critica
Dalle pagine di "Casabella" (1953) Giancarlo De Carlo la dichiara un'opera "barbarica, robusta, abbandonata all'impeto dei sentimenti". 
Manfredo Tafuri in "Storia dell'Architettura Italiana 1944-1985", ne sottolinea "le soluzioni irripetibili adottate dal Ridolfi"; l'uso del colore, delle maioliche smaltate e del ferro lavorato tutto "ad una piccola scala" visto come possibilità di espressione del fare artigiano.
Bruno Zevi in "Storia dell'architettura moderna" definisce Mario Ridolfi come "il più dotato artista romano, grazie al suo estro fantasioso, già riscontrato nel progetto giovanile della torre per ristoranti, e il suo ingegno artigianale si canalizzerà sui binari razionalisti, con l'edificio postale, le palazzine e nel '51, il complesso abitativo INA."

### Architettura
L'intervento consta di un nastro di negozi e di 8 torri di 9 o 10 piani che consentono una forte concentrazione di alloggi e rendono possibile la creazione di numerosi spazi verdi a servizio degli abitanti del complesso.
L'edificio tipo è basato sul concetto di modularità e ripetibilità seriale delle parti. Ha la pianta di forma rettangolare con gli angoli smussati, in maniera tale da porre in relazione i vari edifici alla scala urbanistica, di lato costante pari a 14 metri, e lunghezza variabile da 23.3 a 33 metri. Il piano tipo è suddiviso in 4 alloggi, serviti da un unico corpo scala e da due ascensori.
Tutti i piani di ogni singolo edificio sono uguali ad eccezione del quinto e del decimo, dove i muri perimetrali sono arretrati rispetto al filo della facciata in modo tale da creare un loggiato perimetrale.

### La struttura
La struttura portante è a telai in cemento armato e solai in opera laterocementizia. Il pilastro tipo subisce una rastremazione di 5 cm per piano e subisce un rigonfiamento verso l'esterno, in corrispondenza dei piani loggiati.
In facciata la struttura è a vista, le tamponature esterne sono in laterizio pieno intonacato color pastello, mentre le aperture acquistano carattere espressivo grazie al parapetto, rivestito con piastrelle di maiolica a disegni geometrici tricromi, e agli infissi in legno, presenti in otto varianti.
Le scale interne sono illuminate da elementi circolari in vetrocemento, utilizzati anche nei piani delle cantine per garantire alle stesse un'illuminazione naturale.
Le torri sono coronate da un tetto spiovente ricoperto in lastre, e il piano delle terrazze contiene, oltre ai locali tecnici degli ascensori, i lavatoi e le terrazze utilizzate per stendere il bucato.

### Infissi e ringhiere
Sono presenti 8 tipi differenti d'infisso, tra finestre, porte e porte-finestre. La finestra tipo, è costituita da un sottoluce fisso e da due ante apribili verso l'interno. Tutti gli infissi, hanno un vano superiore atto a contenere l'avvolgibile. Esternamente la veletta è costituita da una lamiera dipinta di bianco.
Nello studio delle ringhiere Ridolfi ripropone  il concetto di serialità degli elementi componenti; sono costituite infatti di piatti metallici di diverse lunghezze, collegate tra loro attraverso un profilo ad L nella parte inferiore e da quadrelli di ferro 2 cm x2 cm nella parte sommitale, intervallate e sagomate in maniera tale da poter fungere da portavasi.

### Le Torri nel cinema
Le Torri in Viale Etiopia, si intravedono in una scena del film "I soliti ignoti" diretto da Mario Monicelli nel 1958, in un tratto della via Nomentana, proprio di fronte alla caserma, denominata "Batteria Nomentana". Pochi anni dopo nel 1960 il regista Damiano Damiani girò gran parte del film "Il rossetto" in prossimità delle Torri, includendole come sfondo in diverse scene della pellicola, nella quale troviamo tra i protagonisti Pietro Germi nelle vesti di un ispettore di polizia.